# Salon de Bruxelles de 1842
Le Salon de Bruxelles de 1842 est la douzième édition du Salon de Bruxelles, exposition périodique d'œuvres d'artistes vivants. Il a lieu en 1842, du 22 août au 6 novembre dans les anciens appartements du palais de Charles de Lorraine à Bruxelles, à l'initiative de la Société royale de Bruxelles pour l'encouragement des beaux-arts.
Ce Salon est le quatrième organisé depuis l'Indépendance de la Belgique en 1831. Les prix sont remis sous forme de médailles d'or et de vermeil, ainsi que de récompenses pécuniaires.

## Organisation
Pour chaque exposition, les dates et l'organisation générale sont fixées par Arrêté royal, sur proposition du ministre responsable. La commission directrice de l'exposition est ensuite nommée par Arrêté ministériel, le règlement de l'exposition est également fixé par Arrêté ministériel. Chaque Salon est donc géré par une commission directrice distincte.

## Contexte
Ce Salon est le quatrième organisé depuis l'Indépendance de la Belgique en 1831. L'exposition de 1842, ouverte avec une solennité nouvelle, constitue un succès en termes de qualité des œuvres, les artistes ont gagné en maturité et se sont éloignés des exagérations. Les peintres Gustave Wappers et Nicaise De Keyser ont décidé de ne plus exposer au Salon.
Le 5 septembre 1842, le roi Léopold Ier et son fils le duc de Brabant, âgé de sept ans, visitent l'exposition durant trois heures. Ils sont officiellement reçus par François-Jean Wyns de Raucourt, bourgmestre de Bruxelles, par le comte de Beaufort, directeur de la Commission des Lettres, des Sciences et des Arts, et neuf membres de la Commission directrice. Environ soixante artistes sont présents. Le roi adresse des félicitations flatteuses à plusieurs d'entre eux. La veille, plus de 5000 visiteurs, dont bon nombre d'étrangers, s'étaient rendus à l'exposition.

## Catalogue

### Données générales
Alors que le Salon de 1839 comprenait près de 707 numéros, l'édition de 1842 en propose plus de 747. Le manque d'espace de la galerie principale du musée ne suffit pas pour le placement des toiles destinées à l'exposition. De petites salles étroites et obscures suppléent imparfaitement au manque d'espace et la Commission doit élargir son exposition dans une salle supplémentaire du Musée de l'Industrie. Les objets favoris du public sont disséminés, reléguant parfois des ouvrages majeurs. La commission directrice n'a pas assez mis en lumière plusieurs ouvrages de mérite : le jour distribué par les fenêtres des petites salles est insuffisant et fausse la visibilité. Enfin, les heures d'ouverture sont restreintes : de dix à quinze heures, dans une capitale où l'on a pris l'habitude de dîner tard souligne L'Indépendance Belge.

### Peinture

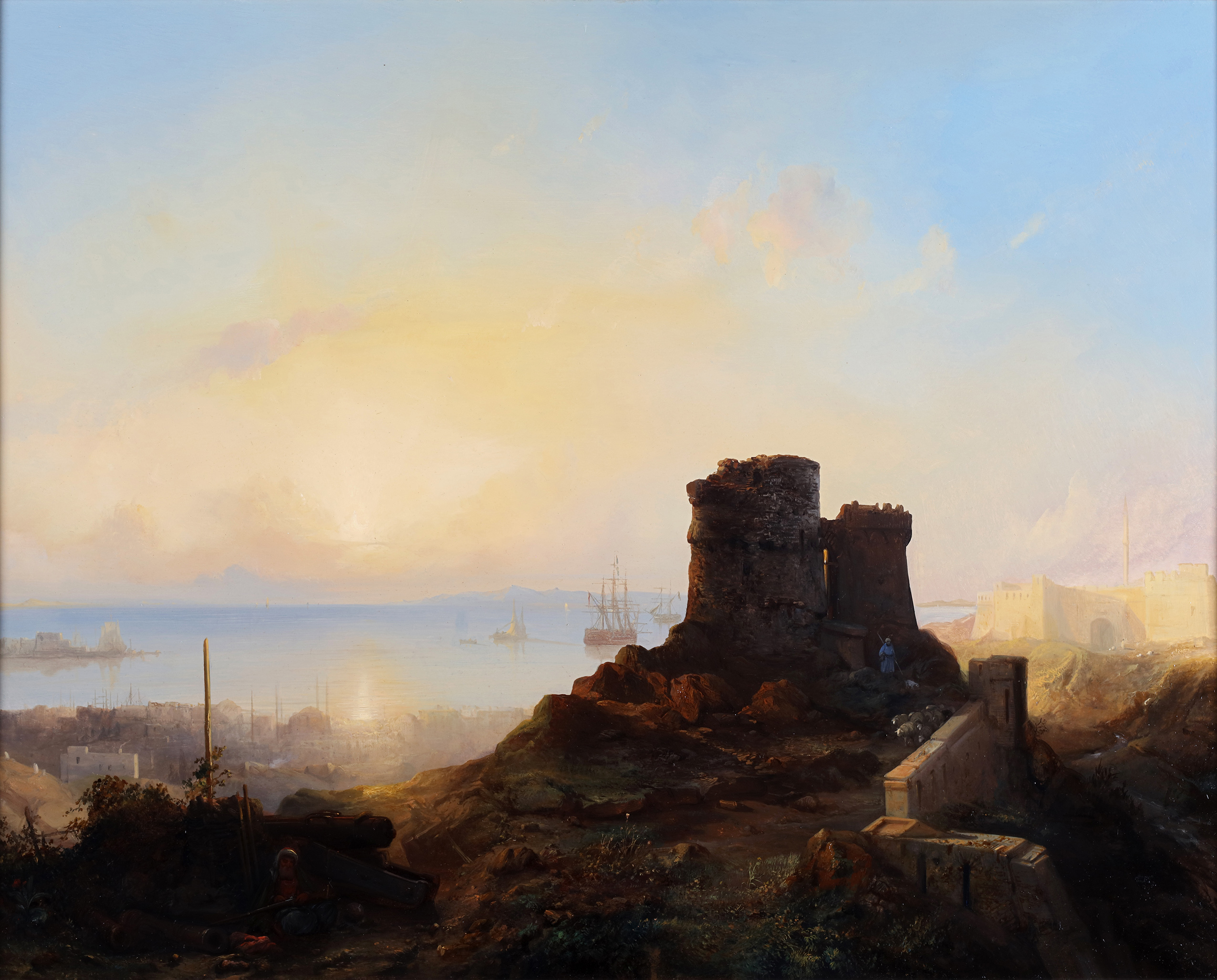
Vue de Constantinople par Jacob Jacobs, au Salon de 1842.

Selon L'Indépendance belge, Louis Gallait s'impose comme le premier peintre à embellir le Salon, il a envoyé un Portrait de femme et La Prise d'Antioche par les croisés en 1098. Les grandes toiles sont moins nombreuses que d'habitude. François-Joseph Navez expose La Résurrection de Lazare, destinée à une église de la Campine, deux autres sujets religieux, deux scènes de genre et cinq portraits.
Considéré, à l'instar de ses confrères peintres d'histoire, comme peintre de « propagande nationale », Édouard De Bièfve essuie des critiques lorsqu'il expose au salon de 1842, une Almée alanguie sur un canapé, considérée comme un sujet explicitement sexuel.
La peinture sacrée et la peinture d'animaux n'ont pas dépassé les dimensions habituelles, mais Louis Robbe a fait exception en exposant quatre grandes toiles représentant les unes des animaux en pâturage et les autres des étalons. Philippe-Jacques van Bree a notamment envoyé Godefroid de Bouillon déposant son épée sur le Saint-Sépulcre et La Piété filiale. Les scènes de genre sont bien représentées par Aloïs Hunin et par Eugène de Block qui s'inspire du Titien avec vérité et profondeur. Henri Leys, coloriste lumineux de la nouvelle école flamande, propose L'Hôtellerie et la Cour du cabaret. Jacob Jacobs, quittant ses brouillards de l'Escaut, offre une toile orientaliste et chaleureuse : Vue de Constantinople.
Les marines sont fort présentes au Salon, de même que les plages. Alexandre Thomas Francia dont le Naufrage de l'Amphitrite est l'œuvre la plus importante que l'artiste a envoyée au Salon. Composée avec intelligence, elle rappelle la catastrophe advenue neuf ans auparavant dans une scène pleine de vie et d'animation, mais l'océan et le ciel auraient dû être dépeints différemment. Charles-Louis Verboeckhoven progresse surtout lorsqu'il représente des mers calmes. Henri Lehon, jusqu'ici exclusivement aquarelliste dans ses marines, présente cette fois trois tableaux qui démontrent sa maîtrise de la palette. Paul Clays et sa Vue d'Ostende attestent un progrès réel. Le Brick Timor naufragé sur les côtes de l'Angleterre d'Égide Linnig renferme de bonnes parties. Plusieurs autres artistes proposent des marines, tel Jan Michiel Ruyten.
Les artistes étrangers continuent à affluer à Bruxelles : les Français Henri de Caisne et sa Françoise de Rimini, Eugène Lepoittevin et Femmes franques, dans un style tout à fait nouveau, Charles Octave Blanchard, mort un mois avant l'ouverture du Salon et dont les amis ont envoyé Bergers de la campagne de Rome, laisse les regrets d'un talent prometteur, Claudius Jacquand, dont le Voltaire livré aux railleries de Piron au café Procope. Le Suisse Alexandre Calame a, pour sa part, réalisé Vue prise dans le Tyrol, l'un des plus beaux paysages du Salon.

### Sculpture

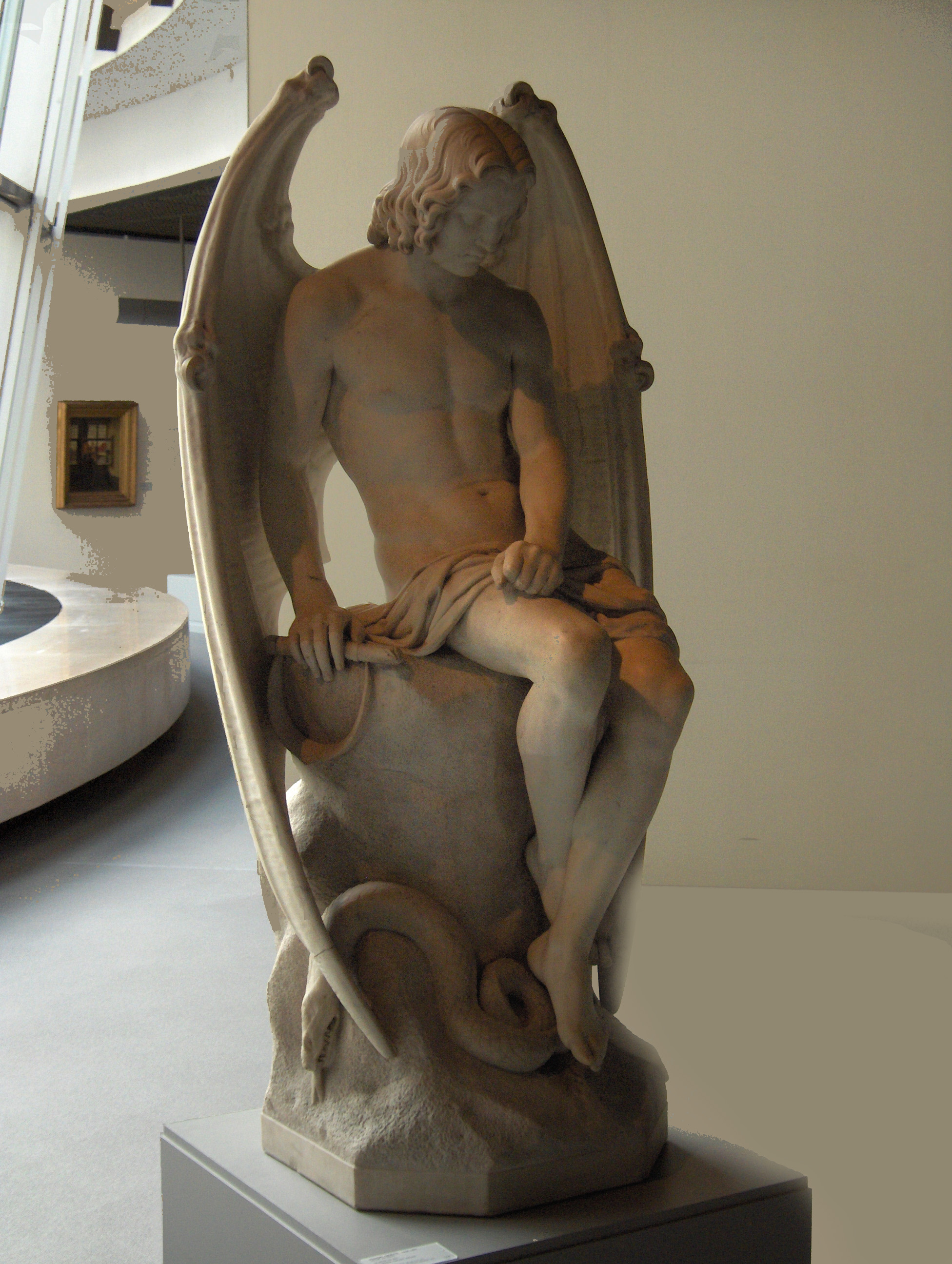
L'Ange du Mal de Joseph Geefs exposé au Salon de 1842.

Deux artistes occupent le premier rang et partagent les prédilections du public : Guillaume Geefs qui a envoyé trois bustes en marbre dont un du roi Léopold Ier et Louis-Eugène Simonis qui a réalisé Le Bambin malheureux qui a brisé son tambour, composition en marbre pleine d'originalité. Joseph Geefs, suivant les succès de son frère, a envoyé six compositions en marbre, dont L'orpheline du pêcheur et L'Ange du Mal. Son style est à la fois celui d'un artiste fort et énergique, mais également mélancolique et gracieux. Le seul sculpteur étranger est le Français Louis-Victor Bougron montrant un Génie du suicide, statue en marbre de France et Le roi Pépin, un groupe en bronze réalisé en 1831 appartenant à la ville de Saint-Omer,.

### Gravure, médaille et lithographie
Luigi Calamatta propose quatre dessins et trois gravures au burin, dont un croquis du défunt duc Ferdinand-Philippe d'Orléans, mort en juillet 1842, et une gravure de George Sand, tous deux inspirés par Jean-Auguste-Dominique Ingres, dont Calamatta est un disciple. Adolphe Jouvenel, Joseph-Pierre Braemt et son élève Laurent Hart représentent les médailles. Michel Verswyvel propose une gravure d'après l'antique non sans mérite. La gravure sur bois témoigne de grands progrès pour les élèves de l'École royale de gravure de Bruxelles. Les deux frères Henry et William Brown fournissent de délicieuses productions, quant aux lithographies de Gustave Simonau et de Charles Baugniet, elles méritent une mention particulière.

## Résultats

### Médailles
Lors de la réunion de la commission des récompenses, les distinctions suivantes sont octroyées par le ministère de l'Intérieur et confirmées par un Arrêté royal du 23 novembre 1842 : 17 médailles d'or, 39 médailles de vermeil, et 6 000 francs répartis entre 21 jeunes artistes.

#### Médailles d'or
Les dix-sept médailles d'or sont octroyées à 12 peintres : Andreas Achenbach, François-Auguste Biard, Alexandre Calame, Eugène de Block, Aloïs Hunin, Louis-Auguste Lapito, Louis Robbe, Antoine Van Ysendyck, Barthélemy Vieillevoye et Anthonie Waldorp, trois sculpteurs : Charles Geerts, Louis Jehotte et Pierre Puyenbroeck, un graveur de médailles : Joseph-Pierre Braemt et un graveur au burin : Auguste Fauchery.

#### Médailles de vermeil
Les trente-neuf médailles de vermeil sont décernées aux artistes suivants : 
- Charles Baugniet, dessinateur à Bruxelles ;
- August von Bayer (d), peintre à Baden-Baden ;
- Jakob Becker, peintre à Francfort-sur-le-Main ;
- Willem Bodeman, peintre néerlandais ;
- Johannes Bosboom, peintre à La Haye ;
- Maxime David, peintre à Paris ;
- Jean Baptiste De Landtsheer, peintre à Bruxelles ;
- Basile De Loose, peintre à Bruxelles ;
- Édouard Delvaux, peintre à Bruxelles ;
- Edouard De Vigne, peintre à Gand ;
- Alexandre Thomas Francia, peintre à Bruxelles ;
- Fanny Geefs, peintre à Bruxelles ;
- Édouard Jean Conrad Hamman, peintre à Anvers ;
- Laurent Hart, graveur à Bruxelles ;
- Carl Hasenpflug, peintre à Halberstadt ;
- Florentin Houzé, peintre à Tournai ;
- Jacob Jacobs, peintre à Anvers,
- Pierre Kremer, peintre à Anvers ;
- Pierre-Louis Kühnen, peintre à Bruxelles ;
- Prosper Lafaye, peintre à Paris,
- Julien Gabriel Leclercq, graveur à Bruxelles ;
- Henri Lehon, peintre à Bruxelles ;
- Alexis Joseph Pérignon, peintre à Paris ;
- Emanuel Leutze, peintre à Düsseldorf ;
- Julie Palmyre Robert, peintre à Liège ;
- Sophie Rude, peintre à Paris ;
- Petrus Johannes Schotel (d), peintre à Medemblik ;
- Gustave Simonau, dessinateur à Bruxelles ;
- Petrus van Schendel, peintre à La Haye ;
- Elchanon-Leonardus Verveer, peintre à La Haye ;
- Michel Verswyvel, graveur à Anvers ;
- Florent Willems, peintre à Bruxelles ;
- William Wyld, peintre à Paris.

#### Ordre du roi Léopold
En vertu de l'Arrêté royal du 26 octobre 1842, huit artistes, belges et étrangers, sont élevés au rang de chevaliers de l'ordre de Léopold : Édouard De Bièfve, François-Antoine Bossuet, Joseph Geefs, Claudius Jacquand, de Lyon, Barend Cornelis Koekkoek, de Heidelberg, Hippolyte Sebron, de Rouen, Philippe-Jacques van Bree et Hendrik Van der Haert.

## Catalogue
- Catalogue, Exposition nationale des Beaux-Arts : explication des ouvrages de peinture, sculpture, gravure, dessin et lithographie exposés au Salon de 1842, Bruxelles, Demortier frères, 1842, 107 p. (lire en ligne).